# Circonscription de Bule
Pour les articles homonymes, voir Bule.
La circonscription de Bule est une des 121 circonscriptions législatives de l'État fédéré des nations, nationalités et peuples du Sud, elle se situe dans la Zone Gedeo. Son représentant actuel est Temesgen Gwedena Jubo.